# Casaus d'Anglés
Casaus (en francès Cazaux-d'Anglès) és un municipi francès situat al departament del Gers i a la regió d'Occitània.

## Geografia

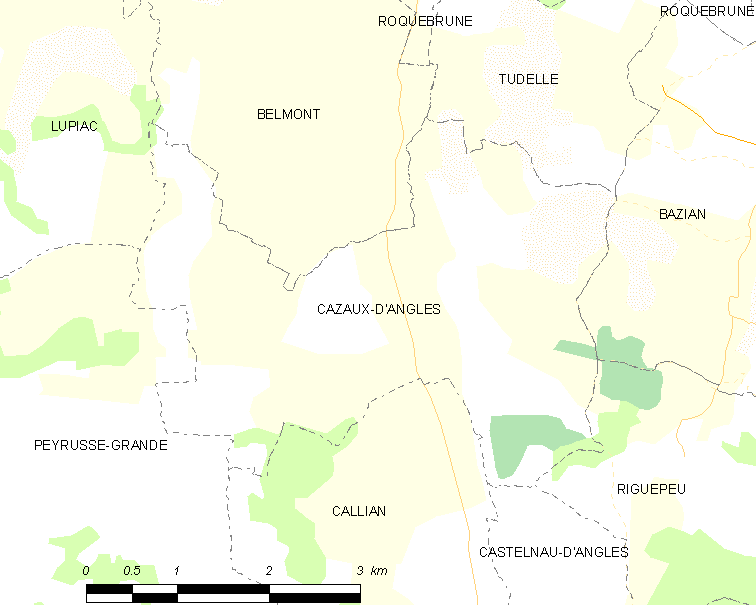
Mapa de la comuna de Casaus d'Anglés

## Administració
| Període   | Identitat          | Partit |
| --------- | ------------------ | ------ |
| 1979-2008 | Claude Lussan      |        |
| 2008-     | Jean Claude Theulé |        |

## Demografia
| 1962                                       | 1968 | 1975 | 1982 | 1990 | 1999 | 2006 |
| ------------------------------------------ | ---- | ---- | ---- | ---- | ---- | ---- |
| 166                                        | 172  | 130  | 124  | 120  | 116  | 140  |
| Des de 1962: població sense dobles comptes |      |      |      |      |      |      |